# Pete Parada
Peter "Pete" Parada (født 9. juli 1974) er en amerikansk trommeslager der har været medlem af flere markante musikalske bands. Paradas trommespils karriere begyndte i 1996, da han tiltrådte som trommeslager hos Steel Prophet og indspillede et album med dem et år senere. Efterfølgende tiltrådte han i Face to Face og Saves the Day og i 2007 blev han den nye trommeslager for The Offspring.